# Shut Up and Drive (пісня Ріанни)
«Shut Up and Drive» (укр. Замовкни і їдь) — другий сингл барбадоської співачки Ріанни з її третього студійного альбому Good Girl Gone Bad (2007), випущений 12 червня 2007 року.

## Відеокліп
Ріанна знімала музичне відео на пісню Shut Up and Drive на імпровізовану звалищі, розміщеному в Празі, Чехія. Режисером виступив Ентоні Мендлер, який також був режисером її кліпів на пісні 2006 року Unfaithful і We Ride. Прем'єра відео відбулась 25 червня 2007 року на iTunes. Кліп починається з того, як Ріанна заїжджає на машині на звалище. Пісня починається тоді, як вона входить всередину звалища. У кліпі показано також багато дівчат, які ремонтують поламані автомобілі, і Ріанна приєднується до них, співаючи пісню. Поміж цими кадрами видно Ріанну, яка танцює верхи на машині. Пізніше Ріанна з дівчатами виходить зі звалища і йде на перегони, де вона співає водіям. Далі вона дає старт водіям і вони починають перегони. Майже наприкінці кліпу Ріанну показано з музичним гуртом в чорній сукні з білими зірками. Також Ріанну видно на драбині.

## Трек-лист
- German CD single

1. «Shut Up and Drive» (Radio Edit) — 3:32
2. «Haunted» — 4:08

- UK CD single

1. «Shut Up and Drive» (Radio Edit) — 3:32
2. «Shut Up and Drive» (The Wideboys Club Mix) — 6:34

- EU maxi single

1. «Shut Up and Drive» (Radio Edit) — 3:32
2. «Shut Up and Drive» (The Wideboys Club Mix) — 6:34
3. «Shut Up and Drive» (Instrumental) — 3:32
4. «Shut Up and Drive» (Video)

- 12" picture disc

1. «Shut Up and Drive» (The Wideboys Club Mix) — 6:34
2. «Shut Up and Drive» (Radio Edit) — 3:32
3. «Shut Up and Drive» (Instrumental) — 3:32